# Sukorejo (Sumber)
Sukorejo is een bestuurslaag in het regentschap Rembang van de provincie Midden-Java, Indonesië. Sukorejo telt 1555 inwoners (volkstelling 2010).